# Studi di Leonardo per il Cenacolo
Si conserva un numero limitato di Studi di Leonardo per il Cenacolo, quindi il lavoro preparatorio per il grande dipinto, a tempera grassa, sulla parete del refettorio del convento adiacente alla chiesa di Santa Maria delle Grazie, è scarsamente documentato. Leonardo da Vinci ricevette la commissione per l'Ultima Cena direttamente da Ludovico il Moro, nel 1494.

## Schizzi preparatori
Un disegno giovanile fa pensare ad una Ultima Cena, mai realizzata. Due veloci schizzi a penna di Leonardo, databili 1494, mostrano la posizione di alcune figure intorno alla tavola.

### Parigi
| Cabinet des Dessins del Louvre | |                                                   |  |
| Soggetto                       | Descrizione | Immagine                                          |  |
| Schizzo di personaggi a tavola | Disegno giovanile, forse per un'Ultima Cena, non realizzata. Nel recto del foglio sono rappresentate sei figure maschili, soprattutto nudi, intorno a un tavolo. Una settima figura è ad un altro tavolo. Numero inventario: 2258. Data: 1481. Materialeː punta d'argento e penna su carta. Dimensioni: 27,7x20,8 cm. | Leonardo da Vinci, Schizzo di personaggi a tavola |  |

### Venezia
| Gallerie dell'Accademia                | |                                             |  |
| Soggetto                               | Descrizione | Immagine                                    |  |
| Schizzo dei personaggi seduti a tavola | Questo disegno, che mostra i personaggi raggruppati a tre a tre, è il più vicino all'opera finita. Numero inventario: 254. Data: fra il 1494 e il 1495. Materialeː gesso rosso su carta. Dimensioni: 26x39,2 cm. | Leonardo da Vinci, Studio per l'Ultima Cena |  |

### Castello di Windsor
| Royal Library                 | |                                                             |  |
| Soggetto                      | Descrizione | Immagine                                                    |  |
| Due schizzi per l'Ultima Cena | Due studi dei personaggi seduti alla tavola, uno dei quali con un accenno architettonico. In basso, schizzi geometrici, studio di un arco, numeri incolonnati per una somma. Giuda, isolato dagli altri, siede sul lato opposto della tavola. Ripetuta la figura di san Giovanni, seduto accanto al Cristo che gli tiene la mano sulla spalla, che piega la testa sulla tavola. Numero inventarioː 12542. Dataː 1495 ca. Materialeː penna e bistro su carta. Dimensioniː 26x21 cm. | Leonardo da Vinci, Studi per Ultima Cena e studi geometrici |  |

Tra gli studi preparatori delle figure, una Testa di Cristo, conservata a Brera, molto rimaneggiata, presenta notevoli differenze rispetto a quella del Cenacolo.

### Milano
| Pinacoteca di Brera | |                                |       |
| Soggetto            | Descrizione | Immagine                       |       |
| Testa di Cristo     | Disegno preparatorio per il Cristo. Molto ritoccato da altra mano. Numero inventarioː . Dataː 1494 ca. Materialeː gessetto e pastello su carta. Dimensioniː 40x32 cm. | Leonardo da Vinci, Gesù Cristo | [ 1 ] |

### Vienna
| Albertina                 | |                               |  |
| Soggetto                  | Descrizione | Immagine                      |  |
| San Pietro a mezza figura | Il disegno rappresenta un uomo anziano con la mano sollevata. Questa figura non è presente nell'opera finita. Numero inventarioː 17614. Dataː 1495 ca. Materialeː punta d'argento su carta preparata in azzurrognolo, ripassato a penna d'altra mano. Dimensioniː 14,4x11,3 cm. | Leonardo da Vinci, San Pietro |  |

### Castello di Windsor
| Royal Library                 | |                                                               |       |
| Soggetto                      | Descrizione | Immagine                                                      |       |
| Testa di San Bartolomeo       | Uomo di profilo, a destra. Numero inventarioː 12548. Dataː 1495-1497. Materialeː carboncino su carta. Dimensioniː 19,5x15 cm. | Leonardo da Vinci, San Bartolomeo                             |       |
| Testa di San Filippo          | Testa di giovanetto quasi di profilo verso destra. Numero inventarioː 12551. Dataː 1495-1497. Materialeː carboncino su carta. Dimensioniː 19x15 cm. | Leonardo da Vinci, San Filippo                                |       |
| Testa di Giuda                | Busto di uomo grifagno, profilo a destra. Numero inventarioː 12547. Dataː 1495. Materialeː sanguigna su carta rossa. Dimensioniː 18x15 cm. | Leonardo da Vinci, Giuda Iscariota                            |       |
| Testa di Giuda                | Uno dei primi studi per l'Ultima Cena. Di profilo, verso destra. Su verso la stessa testa, ricalcata e con aggiunta di una barbetta. Di fronte un profilo grottesco. Numero inventarioː 12555. Dataː 1495. Materialeː sanguigna su carta. Dimensioniː 17x12,5 cm.                |                                                               | [ 2 ] |
| Testa di San Matteo           | Uomo ricciuto con barba corta, di profilo a destra. Numero inventarioː 12553. Dataː 1495-1497. Materialeː sanguigna su carta. Dimensioniː 18x13 cm. |                                                               | [ 3 ] |
| Testa di San Matteo           | Uomo ricciuto senza barba, di profilo a destra. Sembra che Leonardo si sia ispirato ad un busto di epoca ellenistica. Numero inventarioː 12554. Dataː 1495-1497. Materialeː sanguigna su carta. Dimensioniː 21,5x15,5 cm.                                                        |                                                               | [ 3 ] |
| Testa di San Giacomo Maggiore | Busto di giovane, quasi in profilo a sinistra, con bocca semiaperta e forte espressione negli occhi. In basso schizzo per una torre angolare. Numero inventarioː 12552. Dataː 1495-1497. Materialeː sanguigna su carta (il giovane) penna nera (le torri). Dimensioniː 25x17 cm. | Leonardo da Vinci, San Giacomo Maggiore                       |       |
| Braccio destro                | Studio per il braccio destro di San Pietro. Numero inventarioː 12546. Dataː 1495-1497. Materialeː carboncino con lumi di biacca, su carta. Dimensioniː 16,5x15,5 cm. | Leonardo da Vinci, Studio per il braccio destro di san Pietro |       |
| Mani giunte                   | Studio per le mani giunte di San Giovanni. Numero inventarioː 912543. Dataː 1495 ca. Materialeː carboncino nero. Dimensioniː cm. | Leonardo da Vinci, Studio per le mani giunte di san Giovanni  |       |

## Copie di disegni perduti
Sembra che Leonardo abbia eseguito un disegno con la testa dell'apostolo Simone. Ne restano due copie, probabili opere del suo allievo Cesare da Sesto.

### Castello di Windsor
| Royal Library                    | |                                       |       |
| Soggetto                         | Descrizione | Immagine                              |       |
| Testa di San Simone, da Leonardo | Copia, forse di Cesare da Sesto (1477-1523), di un disegno perduto di Leonardo. Numero inventarioː 912550. Dataː 1515 ca. Materialeː sanguigna. Dimensioni: cm. | Cesare da Sesto?, Testa di San Simone | [ 4 ] |